# Fufu

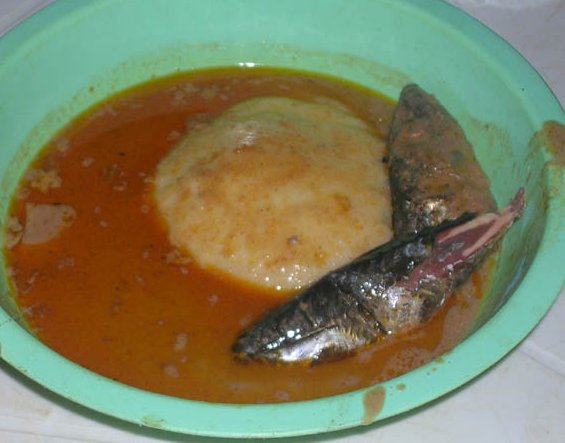

Fufu é uma comida de origem africana que consiste de uma pasta/massa espessa feita à base de milho, mandioca ou arroz (conforme a região), acompanhada de um molho/caldo grosso que pode conter peixe, tomate, óleos e carne.
Em algumas regiões africanas, a massa é incrementada com a adição de legumes, tomates, batatas, cebolas e temperos.